# Скульптурная композиция «Богиня Савария»
Скульптурная композиция «Богиня Савария» («Дружба») — скульптура, установленная в августе 1978 года в городе Йошкар-Оле. Является подарком от побратима Йошкар-Олы — венгерского города Сомбатхей, в знак укрепления марийско-венгерской и советско-венгерской дружбы. Авторы — венгерский скульптор Михай Немет и архитектор Петер Фазакаш, материал — известняк.

## История создания
19 мая 1971 года в Йошкар-Оле состоялась учредительная конференция Марийского отделения Общества советско-венгерской дружбы, на которой было принято решение о расширении и укреплении дружеских контактов между породнённой Марийской АССР, столицей которой была Йошкар-Ола, и областью Ваш Венгерской Народной Республики, административным центром которой являлся город Сомбатхей.
В 1972 году в город Сомбатхей с дружеским визитом прибыла делегация из Марийской АССР во главе с председателем Йошкар-олинского горисполкома Евгением Ивановичем Зотовым. В рамках визита делегация посетила мастерскую венгерского скульптора Михая Немета, где первый секретарь Вашского обкома Венгерской социалистической рабочей партии Антал Ковач пообещал Е. И. Зотову изготовить памятник для Йошкар-Олы.
В знак дальнейшего укрепления дружбы между городами, 7 ноября 1973 года в Сомбатхее в честь Йошкар-Олы был назван жилой микрорайон — Joskar-Ola lakótelep (венг.). В качестве ответного шага, по предложению Марийского отделения Общества советско-венгерской дружбы, 24 февраля 1975 года в Йошкар-Оле в честь побратима был переименован строящийся на левом берегу реки Малая Кокшага микрорайон «Пионерский», получивший новое название — микрорайон «Сомбатхейский».
После этого властями венгерского Сомбатхея стал прорабатываться вариант нового подарка Йошкар-Оле, а именно скульптурной композиции, олицетворяющей дружбу между городами. В ноябре 1976 года в Йошкар-Олу с официальным визитом приехали скульптор Михай Немет и главный архитектор области Ваш — Петер Фазакаш, с целью выбора места под установку будущей скульптуры. Архитектором города Йошкар-Олы — Анатолием Галицким было предложено место у одного из первых зданий Сомбатхейского микрорайона — строящегося здания торгово-бытовой комплекса «Савария». Впоследствии, площадка перед зданием была утверждена в качестве места установки скульптуры.
После того, как скульптура была готова, возник вопрос доставки подарка в Йошкар-Олу. Из-за возможных таможенных и бюрократических процедур при вывозе произведений искусства из Венгерской Народной Республики процедура передачи скульптуры могла сильно затянуться. Тогда, по просьбе первого секретаря Вашского обкома Венгерской социалистической рабочей партии Антала Ковача, скульптура была погружена на военный самолёт и должна была быть отправлена в СССР на Чкаловский аэродром, однако, вместо этого, пунктом назначения самолёта оказался Ленинград. В Ленинграде военные долго не могли разобраться с местом назначения груза, в связи с чем была отправлена телеграмма в Военно-воздушные силы Венгрии и опрошен венгерский лётчик. После разбирательства, венгерской стороной в Йошкар-Олинский Горисполком была направлена телеграмма, что скульптура находится в Ленинграде. В дальнейшем переправить скульптуру в Йошкар-Олу помогла заместитель председателя Исполнительного комитета Ленинградского городского Совета Анна Петровна Бойкова.
Самолётом скульптура была доставлена в Йошкар-Олу и 17 августа 1978 года установлена у здания торгово-бытового комплекса «Савария» по адресу Ленинский проспект, дом 22А. В этот же день её приняла в эксплуатацию государственная комиссия с оценкой «отлично».
Торжественное открытие скульптуры состоялось 19 августа 1978 года в преддверии дня конституции Венгрии. На открытии монумента присутствовала венгерская правительственная делегация из области Ваш, в том числе скульптор Михай Немет и архитектор Петер Фазекаш. На открытии также выступил фольклорный ансамбль из венгерской деревни Сентпетерфа (szentpéterfai táncegyüttes (венг.)). Власти города Йошкар-Олы в знак благодарности отметили авторов скульптуры поощрительной премией.
Впоследствии, в качестве ответного подарка от города Йошкар-Олы, скульптором Анатолием Ширниным была изготовлена бронзовая скульптура «Мир» («Мать и дитя», «Пусть всегда будет солнце!») — «Béke, anya gyermekével» (венг.), символизирующая дружбу марийского и венгерского народов, которая в 1981 году была установлена в Йошкар-Олинском микрорайоне города Сомбатхей и до сих пор находится в сквере на пересечении улиц Szent Márton и Wesselényi Miklós (венг.).

## Этимология названия
Официальным названием скульптуры является «Barátság Emlékmű» (венг.), что с венгерского языка переводится как «Дружба». Оригинальным авторским названием скульптуры на венгерском языке является «Vasi üzenet» (венг.), что дословно можно перевести как «Послание из области Ваш» — это нашло отражение ещё в одном из русскоязычных названий скульптуры — «Привет из Венгрии».
Вместе с тем, устоявшимся русскоязычным названием скульптурной композиции является «Богиня Савария» («Савария»), как олицетворение древней Саварии в образе девушки, через которое скульптор Михай Немет хотел выразить символическое приветствие от венгерской земли.
Однако у скульптуры есть и неофициальные названия: одним из них, с подачи главного редактора газеты «Марийская правда» В. Н. Карташова, стало «Этилона», объединяющее в себе два распространённых венгерских имени — Этелла и Илона.

## Описание
Скульптурная композиция располагается на пьедестале и представляет собой полноростовую скульптуру молодой венгерской девушки в античном одеянии, опирающуюся на колонну — остатки развалин древнеримского храма богини Исиды близ современного Сомбатхея. Молодая венгерка — это юность древней земли, олицетворение древней Саварии, послание из далёкого прошлого, символ жизни; античная колонна — символ древнеримского прошлого.
Взгляд девушки устремлён в даль, что символизирует преемственность поколений и традиций венгерского народа через призму истории этого города: от его основания римлянами (под названием Савария) до установления побратимских отношений с Йошкар-Олой в советский период.
Место расположения скульптуры также выбрано не случайно: она располагается при въезде в Сомбатхейский микрорайон, словно встречая и приветствуя жителей города Йошкар-Олы от имени жителей венгерского Сомбатхея. Кроме того, взгляд девушки направлен на реку Малая Кокшага, которая впадает в Волгу, точно также как река Раба, протекающая по медье Ваш, впадает в Дунай, что символизирует общность территорий и единство финно-угорских народов.

## Характеристика
Общая высота скульптуры — 240 см, материал — известняк. Исторической особенностью композиции было размещение на облицованном мрамором и гранитом пьедестале скульптуры герба Сомбатхея, с изображением монумента «Освобождение» («Felszabadulási Emlékmű» (венг.)) в верхней части геральдического знака и храма богини Исиды — в нижней. После реконструкции здания и прилегающей территории мраморная отделка пьедестала была заменена на декоративный камень, герб Сомбатхея демонтирован.